# Telmatoscopus arnaudi
Telmatoscopus arnaudi és una espècie d'insecte dípter pertanyent a la família dels psicòdids que es troba a Nord-amèrica: Califòrnia els (Estats Units).